# Маров Михайло Якович
Михайло Якович Маров (рос. Маров Михаил Яковлевич; 28 липня 1933 — 30 листопада 2023) — радянський і російський астроном, академік Російської академії наук (2008), лауреат Ленінської премії (1970).

## Біографія
Народився в Москві. У 1958 закінчив Вище технічне училище імені Баумана за спеціальністю «Механіка», потім працював у РКК «Енергія». Закінчив аспірантуру в Інституті фізики атмосфери АН СРСР. Кандидат фізико-математичних наук (1964), доктор фізико-математичних наук (1970, дисертація «Фізична структура атмосфери Венери»), професор (1977).
З 1962 року почав працювати в Інституті прикладної математики, 1967 року став завідувачем відділу фізики планет/прикладної механіки, планетних досліджень та аерономії. З 1966 по 1978 рік — вчений секретар та заступник голови Міжвідомчої науково-технічної Ради з космічних досліджень при АН СРСР. У 1986—1989 роках — професор Московського інституту інженерів геодезії, аерофотозйомки та картографії, з 1991 — Міжнародного космічного університету, з 2003 — Калузького державного університету ім. Ціолковського.
Член-кореспондент АН СРСР з 15 грудня 1990 року за Відділенням проблем машинобудування, механіки та процесів управління (механіка), академік Російської академії наук (РАН) з 29 травня 2008 року за Відділенням наук про Землю (планетні дослідження). З 2008 року — завідувач відділу планетних досліджень та космохімії Інституту геохімії та аналітичної хімії ім. В. І. Вернадського.
До 2019 року входив до складу Бюро Ради РАН з космосу, до 2020 року — заступник голови Наукової ради РАН з астробіології. Дійсний член Міжнародної академії астронавтики, член Лондонського королівського астрономічного товариства. Головний редактор журналу «Астрономический вестник. Исследования Солнечной системы» (з 1980), заступник голови Наукової ради АН СРСР з проблем Місяця та планет, голова секції «Сонячна система» Астрономічної ради АН СРСР (з 1985), голова РАН з вивчення творчої спадщини Костянтина Ціолковського.
У серпні 2023 року, в дні аварії «Луни-25», Маров потрапив до лікарні. Він щойно відзначив свій 90-річний ювілей і дуже сподівався, що ця перша в Росії місячна місія буде успішною. В інтерв'ю він казав: «Сумно, що не вдалося посадити апарат. Для мене це була, мабуть, остання надія побачити відродження нашої місячної програми».
Помер уранці 30 листопада 2023 року у віці 90 років.

## Наукова діяльність
Основні напрямки наукової діяльності — експериментальна планетна астрономія, вивчення структури, динаміки, оптичних характеристик та теплового режиму планетних атмосфер. Один з ініціаторів і наукових керівників багаторічної програми дослідження планети Венера за допомогою радянських автоматичних міжпланетних станцій серії «Венера». Брав участь у здійсненні перших прямих вимірювань параметрів атмосфери, визначенні температури і тиску біля поверхні Венери. Вивчав термодинамічний стан газу в атмосфері Венери і виявив ряд важливих динамічних характеристик, пов'язаних з проблемами теплообміну і планетарної циркуляції. Був учасником комплексного експерименту на спусковому апараті автоматичної міжпланетної станції «Марс-6», на якому проведено перші прямі вимірювання параметрів атмосфери Марса. Брав активну участь у роботах, що проводяться в рамках програми «Інтеркосмос».
У галузі фізики верхньої атмосфери (аерономії) виконав великий цикл досліджень з вивчення структури та динаміки земної термосфери, де виявлено ряд нових ефектів і одержані їхні кількісні оцінки. Запропонував оригінальні підходи до моделювання структури та фізико-хімічних процесів у верхніх атмосферах планет з використанням методів багатокомпонентної радіаційної гідродинаміки та хімічної кінетики, а також до вивчення нерівноважних елементарних процесів з використанням статистичних методів у вирішенні кінетичних рівнянь.
Автор понад 250 наукових праць та 15 монографій з проблем космічних досліджень, механіки та фізики космічних середовищ, в тому числі відомої книги «Планети Сонячної системи» (1981).
Головний редактор журналу «Астрономический вестник». Заступник голови Наукової ради АН СРСР з проблем Місяця і планет, голова секції «Сонячна система» Астрономічного Ради АН СРСР (з 1985).
Ленінська премія (1970), Державна премія СРСР (1980). Премія ім. А.Галабера Міжнародної астронавтичної федерації (1973).

## Нагороди
- Ленінська премія (1970)
- Державна премія СРСР (1980)
- Премія імені Галабера Міжнародної астронавтичної федерації[ru] (1973)
- диплом НАСА (2012) — за провідну роль у дослідженнях Сонячної системи[7]
- Демидівська премія[ru] (2015)[8]
- Орден Пошани (2003)[9]
- Орден Дружби (2015)[10]
- премія Едвіна Сіффа (2013) — за піонерські дослідження планет[7]
- медаль Вільяма Нордберга COSPAR (2014)[7]
- Золота медаль імені М. В. Келдиша[ru] (2016) — за видатний внесок у космічні дослідження та вирішення великих наукових проблем у галузі прикладної математики та механіки
- Орден Олександра Невського (2021)[11]

## Вшанування
- 10264 Маров — астероїд, названий на честь науковця.

## Публікації
- Атмосфера планеты Венера по данным измерений советской автоматической станции «Венера-4» / В. С. Авдуевский, М. Я. Маров, М. К. Рождественский. — Москва: [б. и.], 1968. — 28 с.
- Физика планеты Венера / А. Д. Кузьмин, М. Я. Маров. — Москва: Наука, 1974. — 408 с.
- Келдыш М. В., Маров М. Я. Космические исследования. — Москва: Наука, 1981. — 192 с.
- Маров М. Я. Планеты Солнечной системы. — Москва: Наука, 1981.
  - 2-е изд. — Москва, 1986;
- Маров М. Я., Колесниченко А. В. Введение в планетную аэрономию. — Москва: Наука, 1987.
- The planet Venus. New Haven; L., 1998 (with D. H. Grinspoon);
- Mechanics of turbulence of multicomponent gases. Dordrecht; Boston, 2001 (with с А. V. Kolesnichenko).
- Маров М. Я. Космос. От Солнечной системы вглубь Вселенной. — Москва : Физматлит, 2017. — 536 с. — ISBN 978-5-9221-1711-1.
- Маров М. Я., Шевченко И. И. Экзопланеты. — Институт компьютерных исследований, 2017. — 140 с. — ISBN 978-5-4344-0457-0.
- Mikhail Ya. Marov. The Fundamentals of Modern Astrophysics – A Survey of the Cosmos from the Home Planet to Space Frontiers. — Springer, 2015. — ISBN 978-1-4614-8730-2.
- Маров М. Я. О себе и эпохе: исторический экскурс // Механика, управление и информатика. — 2015. — Т. 7, № 3 (56) (25 березня). — С. 10—36.
- Происхождение воды на Земле. Комментарий академика Михаила Панова и в.н.с ГЕОХИ РАН Сергея Ипатова к статье в Nature
- «Вселенная нас не любит» (2016).